# Europapodden
Europapodden är ett poddradioprogram producerat av Sveriges Radio som hade premiär den 7 februari 2017. Programmet leds av Caroline Salzinger. Regelbundet medverkande är Ekots EU-kommentator Susanne Palme samt Sveriges Radios utrikeskorrespondenter baserade runtom i Europa.
Programdeltagarna diskuterar i varje avsnitt politiska händelser och samhällsdebatter som präglat den gångna veckan i Europa. Utvecklingen både inom EU och de olika europeiska nationalstaterna behandlas. I slutet av varje avsnitt presenterar programdeltagarna varsin "snackis" från veckan.
Europapoddens avsnitt publiceras via Sveriges Radios hemsida varje tisdag eftermiddag.

## Tidigare programledare
- Claes Aronsson
- Johar Bendjelloul
- Caroline Salzinger
- Stephanie Zakrisson